# Ludolf Backhuysen
Ludolf Backhuysen (ou Bakhuizen) (Emden, Baixa Saxônia, 28 de dezembro de 1630 – Amsterdã, 17 de novembro de 1708) foi um pintor germano-neerlandês.
Bakhuysen iniciou sua carreira como calígrafo. Foi um próspero comerciante em Amsterdam, mas descobriu um gênio tão forte para pintura que renunciou ao negócio e dedicou-se à sua arte. Estudou primeiro sob Allaert van Everdingen e, em seguida, sob Hendrick Dubbels, dois eminentes mestres da época, e logo se tornou célebre pelo seu mar-peças.
Ele foi um fervoroso estudante da natureza, e freqüentemente expunha-se no mar, a fim de estudar os efeitos das tempestades. Suas composições são quase todas variações de um mesmo tema, o mar, e em um estilo peculiar, marcado por intenso realismo de fiel imitação da natureza. Em seus últimos anos Backhuysen empregava suas habilidades na decapagem e caligrafia.
Durante sua vida, Backhuysen recebeu visitas de Cosme III de Médici e Pedro, o Grande. Em 1699, abriu uma galeria em Amsterdã. Após uma visita a Inglaterra, faleceu em Amsterdã, no dia 17 de novembro de 1708, aos 77 anos.